# زرنة (بوئين و مياندشت)
زرنة (بالفارسية: زرنه) هي قرية تقع في إيران في Yeylaq Rural District. يقدر عدد سكانها بـ 61 نسمة .